# Diocesi di Piedras Negras
La diocesi di Piedras Negras (in latino: Dioecesis Saxanigrensis) è una sede della Chiesa cattolica in Messico suffraganea dell'arcidiocesi di Monterrey. Nel 2021 contava 438.700 battezzati su 619.760 abitanti. È retta dal vescovo Alfonso Gerardo Miranda Guardiola.

## Territorio
La diocesi comprende 16 comuni nella parte settentrionale dello stato messicano di Coahuila: Acuña, Allende, Guerrero, Hidalgo, Jiménez, Juarez, Morelos, Múzquiz, Nava, Ocampo (in parte), Piedras Negras, Progreso, Sabinas, San Juan de Sabinas, Villa Unión e Zaragoza.
Sede vescovile è la città di Piedras Negras, dove si trova la cattedrale dei Martiri di Cristo Re.
Il territorio si estende su una superficie di 56.608 km² ed è suddiviso in 37 parrocchie.

## Storia
La diocesi è stata eretta l'8 gennaio 2003 con la bolla Sollicitus de spirituali di papa Giovanni Paolo II, ricavandone il territorio dalla diocesi di Saltillo.

## Cronotassi dei vescovi
Si omettono i periodi di sede vacante non superiori ai 2 anni o non storicamente accertati.
- Alonso Gerardo Garza Treviño (8 gennaio 2003 - 8 giugno 2024 ritirato)
- Alfonso Gerardo Miranda Guardiola, dall'8 giugno 2024

## Statistiche
La diocesi nel 2021 su una popolazione di 619.760 persone contava 438.700 battezzati, corrispondenti al 70,8% del totale.
| anno | popolazione | popolazione | popolazione | presbiteri | presbiteri | presbiteri | presbiteri                | diaconi | religiosi | religiosi | parrocchie |
| anno | battezzati  | totale      | %           | numero     | secolari   | regolari   | battezzati per presbitero | diaconi | uomini    | donne     | parrocchie |
| ---- | ----------- | ----------- | ----------- | ---------- | ---------- | ---------- | ------------------------- | ------- | --------- | --------- | ---------- |
| 2003 | 478.899     | 549.040     | 87,2        | 46         | 40         | 6          | 10.410                    |         | 10        | 72        | 22         |
| 2004 | 440.000     | 550.000     | 80,0        | 51         | 44         | 7          | 8.627                     |         | 7         | 64        | 26         |
| 2013 | 358.000     | 507.000     | 70,6        | 63         | 50         | 13         | 5.682                     |         | 17        | 87        | 32         |
| 2016 | 404.320     | 571.102     | 70,8        | 69         | 57         | 12         | 5.859                     |         | 15        | 82        | 33         |
| 2019 | 416.500     | 588.350     | 70,8        | 73         | 56         | 17         | 5.705                     |         | 17        | 73        | 37         |
| 2021 | 438.700     | 619.760     | 70,8        | 66         | 55         | 11         | 6.646                     |         | 22        | 61        | 37         |